# NGC 61
NGC 61 é uma galáxia em interação localizada na constelação de Pisces descoberta por Friedrich Wilhelm Herschel em 1785.